# Michel Serre
Ne doit pas être confondu avec Michel Serres.
Pour les articles homonymes, voir Serre (homonymie).
Michel Serre, né à Tarragone (Espagne) le 10 janvier 1658 et mort à Marseille le 10 octobre 1733, est un peintre baroque français.
Il est connu pour ses tableaux religieux et surtout pour ses représentations de la peste à Marseille en 1720.

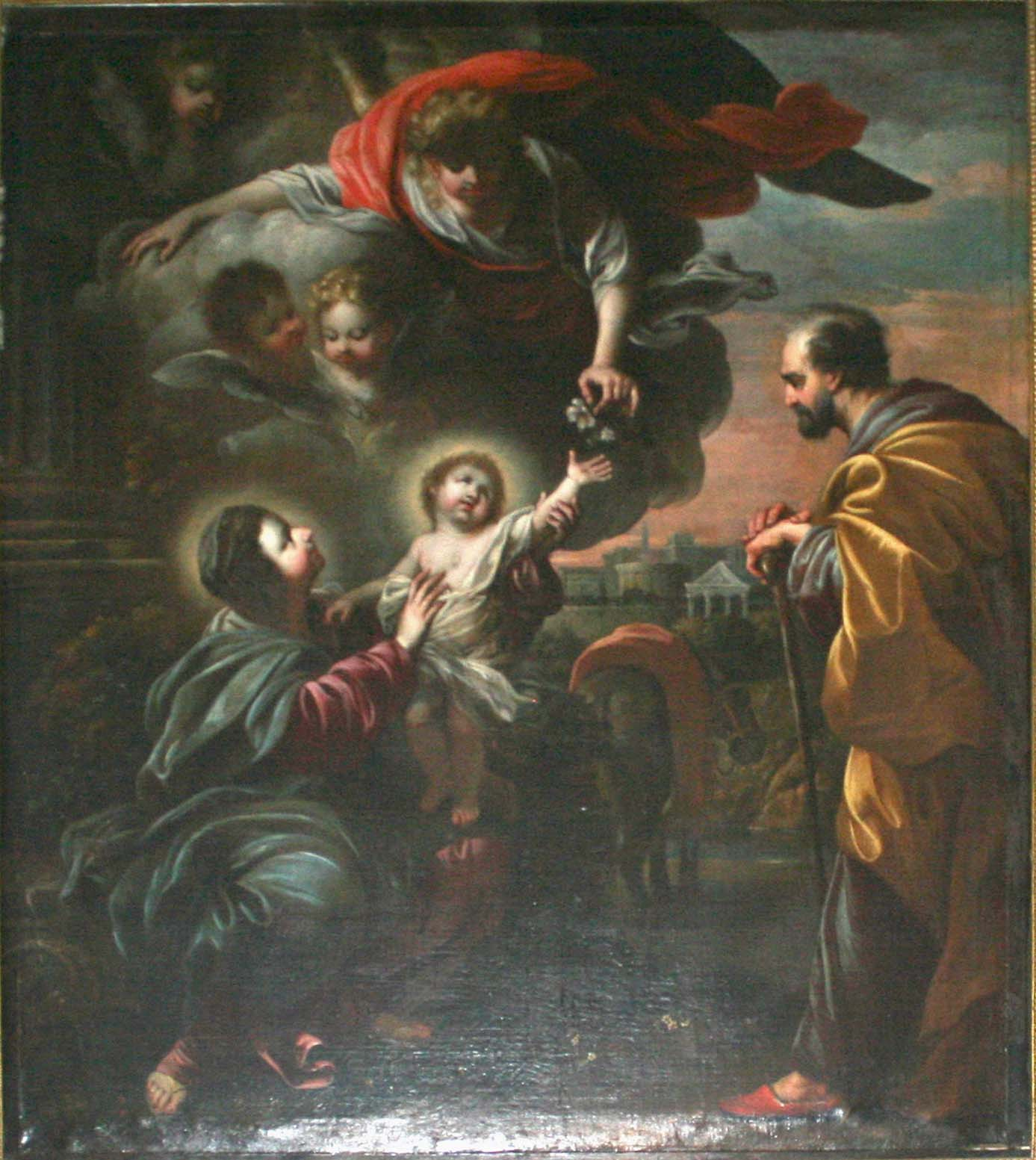
Repos pendant la fuite en Égypte, église des Augustins de Marseille.

## Biographie

### Sa jeunesse
Michel Serre, quatrième enfant de Jacques Serres, marchand ambulant, et de Marie Barbos est né à Tarragone le 10 janvier 1658. Orphelin très tôt, il est accueilli à la chartreuse de Scala Dei, située à une quarantaine de kilomètres de Tarragone. En 1670, il se rend en Italie où il apprend la peinture dans différents ateliers à Rome, Naples et Gênes.
En 1675, il quitte l’Italie pour s’installer définitivement à Marseille.

### Ses débuts
Peu de temps après son arrivée à Marseille, il obtient une importante commande pour l’église des Dominicains, Le martyre de Saint Pierre Vérone (musée des beaux-arts de Marseille).
En 1684, il peint pour les Chartreux l'immense toile de Madeleine enlevée par des anges conservée dans le chœur de l'église des Chartreux à Marseille.
Le 1er mai 1685, à Notre-Dame des Accoules, il épouse Florie Régimonde, fille de Jean Régimonde et de Jeanne Montaignon. En juin 1688, il achète un terrain à Suzanne de Marle et André Venture, puis y fait construire une grande maison dans la future rue Venture. L'emplacement exact de cette habitation n'a pu être trouvé.
Le 10 mai 1685, il obtient des échevins une lettre de citadinage et accepte de peindre pour l'hôtel de ville une toile, actuellement disparue, représentant le Christ mourant sur la croix.
Pour le récompenser de ses succès, Louis XIV le nomme peintre des galères et maître à dessiner des officiers et pilotes. Il travaille aux ouvrages de peinture des galères et enseigne aux jeunes officiers. Il exécute plusieurs portraits de chefs d’escadre, dont celui de Louis de Montolieu (musée des beaux-arts de Marseille).

### Les années de maturité
Le 27 février 1704, il donne procuration à sa femme pour régir ses biens et se rend à Paris. C'est là qu'il rencontre Jean-Baptiste Oudry qui devient son élève pendant quelque temps. Il se fait connaître par l'exécution de diverses toiles dont celle du Christ chassant les vendeurs du temple (Versailles, église Saint-Symphorien). Il envoie un tableau représentant Bacchus et Ariane à l’Académie de Paris qui l’admet au nombre de ses adhérents le 6 décembre 1704 (musée des Beaux-Arts de Caen, œuvre détruite en 1944).
Ayant acquis une certaine fortune, il achète les charges de lieutenant du roi de la ville de Salon-de-Provence et de major de la ville de Gardanne. Louis XIV signe les lettres patentes correspondantes respectivement le 22 janvier 1712 et le 22 octobre 1712. Ses armes sont d’azur à trois serres d’aigles d'or posées l'une sur l’autre.
Il achète de nombreuses maisons de rapport et des terrains à bâtir dans les quartiers de Mazargues et de Saint-Giniez.

### La peste et les années de vieillesse
Pendant la grande peste qui sévit à Marseille en 1720, Michel Serre se distingue par sa conduite. Il se révèle un homme de cœur et d’action. Il accepte la responsabilité de commissaire général de son quartier Saint-Ferréol et préside aux opérations de déblaiement du quartier. Il s’attira l’attention de l’intendant Lebret qui écrit aux échevins le 18 décembre 1721 : « Comme j’espère aller dans peu à Marseille, je verrai avec vous ce qui pourra se faire pour le tableau du sieur Serre dont je connais le mérite ».
Il distribue sa fortune pour soulager la misère des survivants. Son nom figure sur la stèle élevée en 1802 et placée actuellement au square du palais des Arts. Ayant été un très proche témoin de cette terrible épidémie, il peindra trois toiles qui sont ses œuvres majeures.
En 1726 il acquiert une chapelle qu’il dédie à Saint Jean de la Croix dans l’église des Carmes déchaussés.
Deux tableaux représentent la peste dans l'église paroissiale de La Ciotat. L'un des deux est du peintre Michel Serre. Il représente Le grand Saint Antoine, le bateau qui apporta la peste en Provence, en 1720, quittant sans secours la baie de La Ciotat.
Il meurt à Marseille le 10 octobre 1733, veuf et ruiné, mais entouré du respect de tous. Il est enseveli à la paroisse Saint-Ferréol,.
Une rue du 16e arrondissement de Marseille porte son nom.

## Son œuvre
La virtuosité de Michel Serre lui a permis de réaliser un très grand nombre de peintures dont plusieurs ont disparu. Il a surtout peint des scènes bibliques ou de la vie de la Vierge et du Christ. Il a également exécuté des tableaux relatifs à la mythologie et des représentations historiques, ainsi que des portraits. Ses tableaux sont conservés au musée des beaux-arts de Marseille et dans des églises de Marseille et de sa région.

### Tableaux religieux

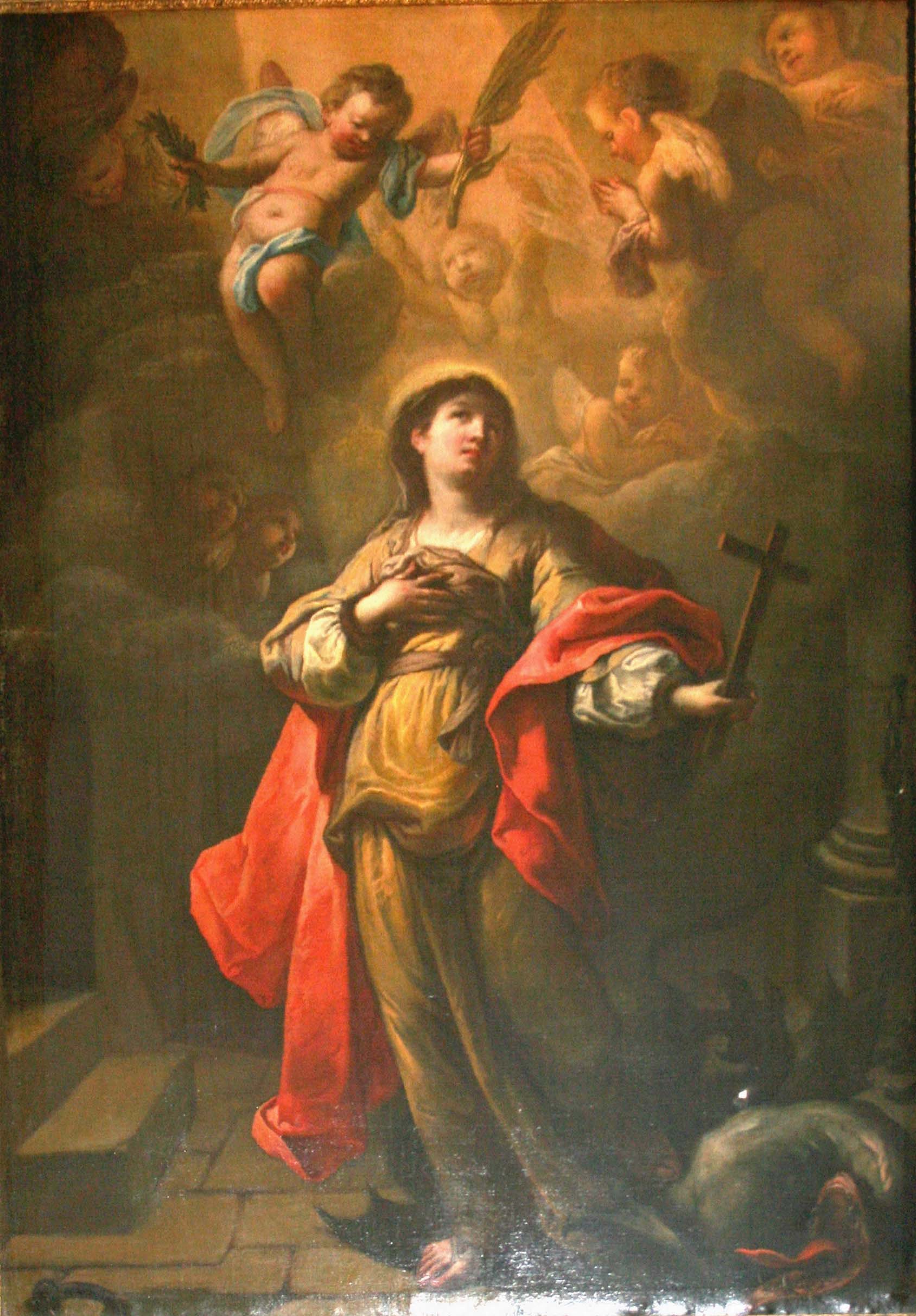
Sainte Marguerite, église des Augustins de Marseille.

- Musée des beaux-arts de Marseille :
  - La Madeleine pénitente[J 1]
  - Éducation de la Vierge[J 2]
  - Présentation de la Vierge au temple[J 3]
  - La Visitation
  - Présentation de Jésus au temple
  - Jésus parmi les docteurs[J 4]
  - Saint-Benoît ressuscite un jeune moine mort
  - Cycle de La Vie de Saint-François (quatorze toiles, dont deux ont disparu)
  - Le martyre de Saint-Pierre de Vérone, provenant de l’église des prêcheurs. Une copie a été faite par Joseph Coste qui remporte avec elle le prix d’encouragement[1]
  - Le Miracle de Saint Hyacinthe
  - La Vierge à l’enfant, Saint-François de Sales et Sainte Jeanne de Chantal
- Église des Augustins de Marseille :
  - Sainte Marguerite
  - La Vierge à l'enfant apparaissant à Saint Pierre et Saint Paul. Ce tableau se trouve à l'intérieur d'un retable placé au-dessus de l'autel dit des portefaix dans l'église des Augustins à Marseille. Ce retable est couronné par un fronton animé de putti situés de part et d'autre d'une gloire qui rayonne autour d'une tiare et des clefs qui sont le symbole de l'apôtre Pierre, premier Pape de l'Église. L'attribution de cette œuvre peinte en 1692 pour la confrérie des portefaix à Michel Serre a été remise en question par l'historienne de l'art Marie Claude Homet[10].
  - Le Repos pendant la fuite en Égypte

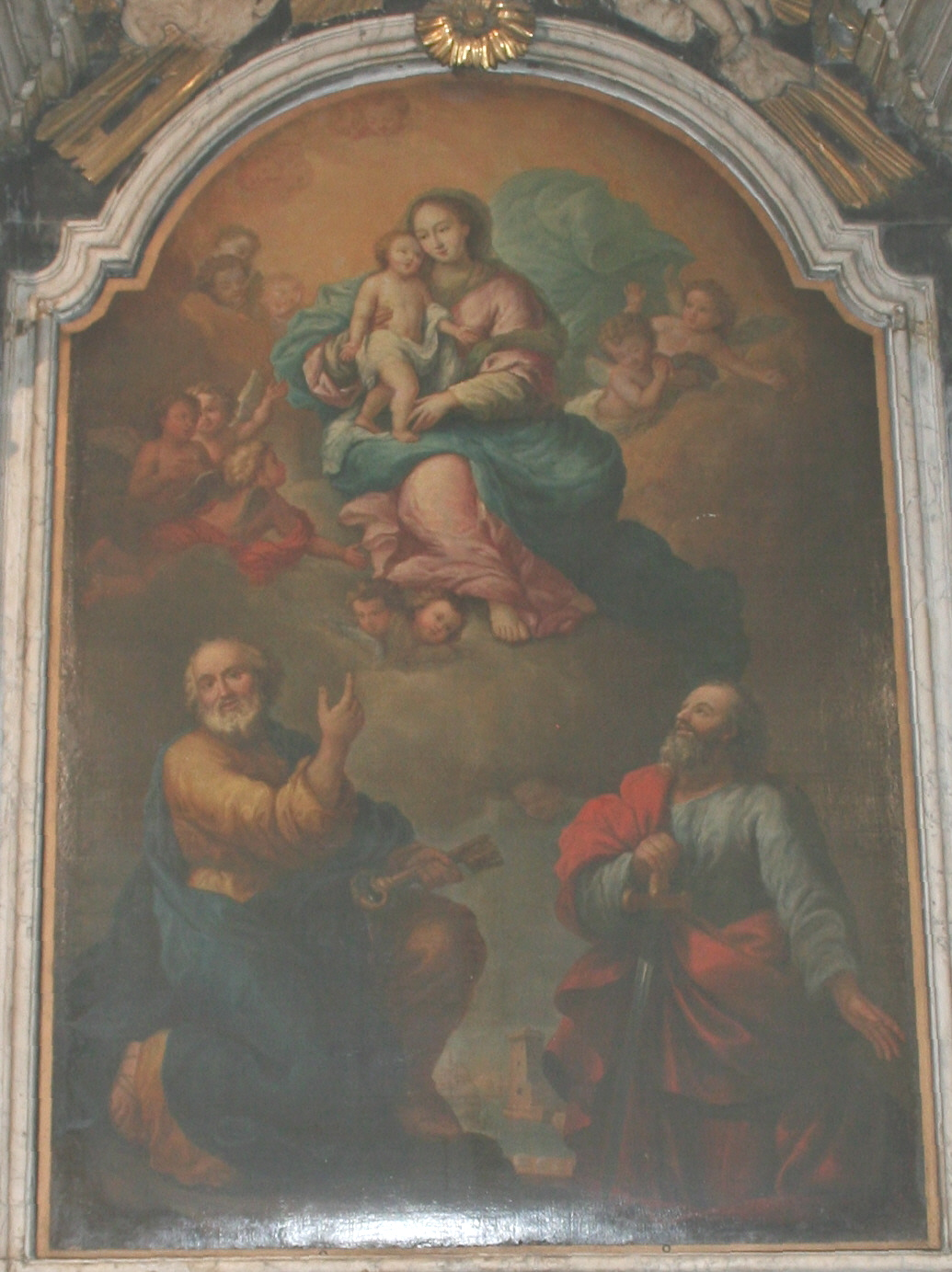
La Vierge à l'enfant apparaissant à Saint Pierre et Saint Paul, église des Augustins de Marseille.

- Marseille, église des chartreux : Madeleine enlevée par les anges
- Marseille, église Saint-Matthieu de Château Gombert :
  - Le Christ roi, la Vierge et Saint-Joseph, ou Le Purgatoire[P 1]
  - L'Agonie de la Madeleine (attribution)[P 2].
  - Franciscains devant la Vierge ou Apothéose de saint François (attribution)[P 3]
- Abbaye Saint-Victor de Marseille : La Vierge en prière dans l’atelier de Nazareth
- Marseille, église Saint-Cannat :
  - La Vierge à l’enfant et le purgatoire
  - La Purification de la Vierge
- Marseille, église des Grands Carmes : cycle de La Vie de la Vierge, six toiles classées en 1911

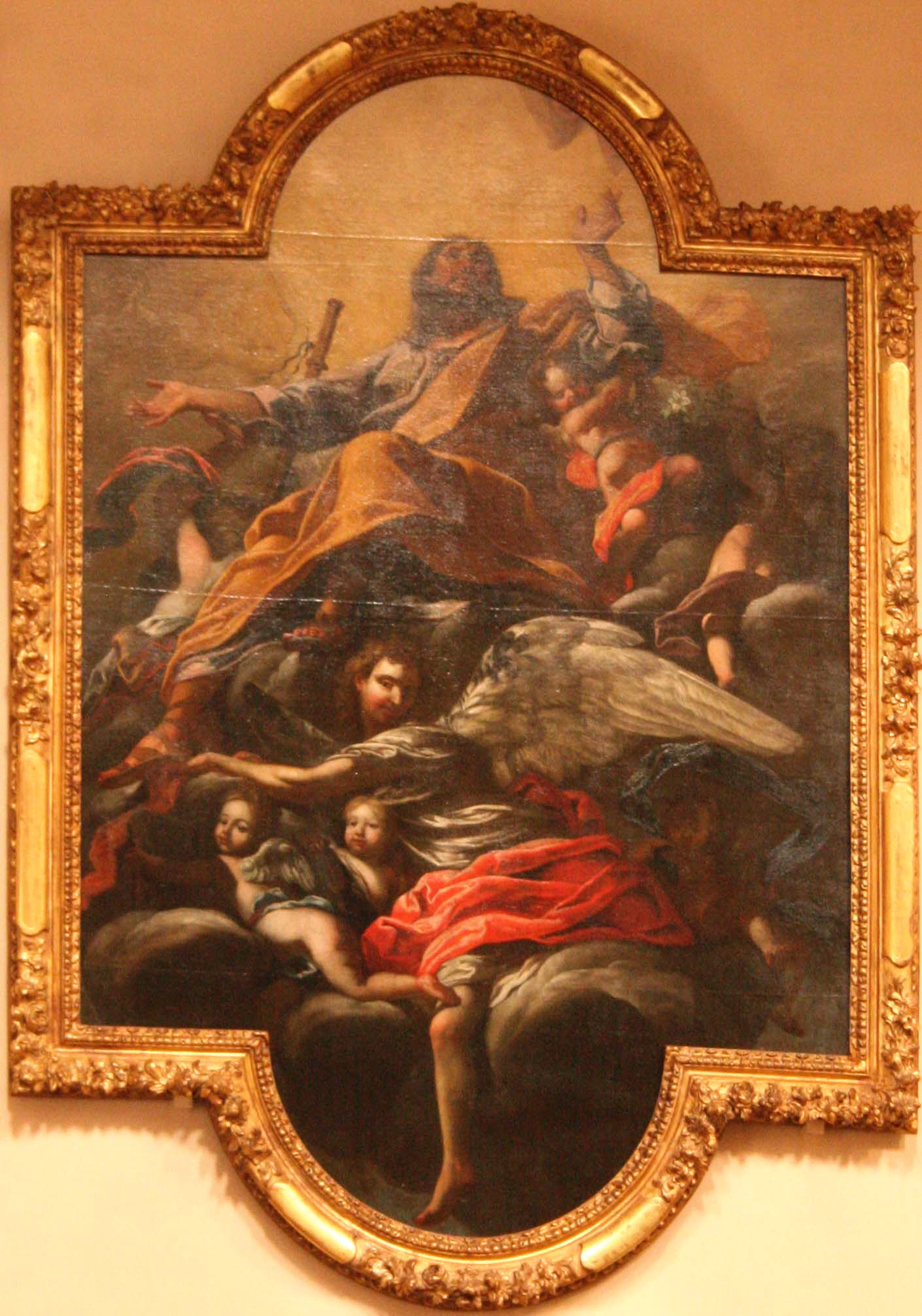
Apothéose de saint Roch, Marseille, église de Mazargues.

- Marseille, église de Mazargues : Apothéose de saint Roch. L'église actuelle de Mazargues construite de 1849 à 1851[11] est dédiée à saint Roch, patron des pestiférés. Sur l'emplacement de cette église était érigée une chapelle dédiée au même saint. En effet lors de la peste de 1387 qui fit mourir le tiers de la population marseillaise, Mazargues reçut un afflux considérable de Marseillais qui fuyaient le fléau. Saint Roch fut tellement invoqué dans la vieille église que son nom y primât tous les autres[12]. la présence dans cette église du tableau de Michel Serre représentant ce saint peut s'expliquer par le fait que l'artiste possédait une maison de campagne dans ce quartier, mais aucun document na fait explicitement mention de cette œuvre, pas même au début du XIXe siècle. Ainsi l'abbé Marius Ganay précise seulement dans son livre La poétique histoire de Mazargues « derrière le maître-autel il y a une grande peinture qui représente l'apothéose de saint Roch »[13]. Ce tableau d'un format remarquable (320 x220 cm) cintré à deux « oreilles » a été daté de la fin du XVIIe siècle. Sa forme particulière semble indiquer que cette œuvre devait venir s'encastrer dans le plafond d'un monument : église conventuelle ou chapelle d'hôpital. Au cours du XVIIIe siècle eut lieu sa transformation en toile encadrée pour orner un espace réduit par exemple un autel de chapelle ou d'église. Cette apothéose de saint Roch a fait l'objet de 2004 à 2008 d'une minutieuse restauration par le Centre Interrégional de Conservation et Restauration du Patrimoine à Marseille. Cette restauration a permis de constater que le châssis en bois résineux présentait la particularité d'être pliant suivant son axe vertical : des marques de pliage ont été constatées sur la couche picturale. L'étude des singularités du châssis indique que le tableau n'est probablement pas dans son format d'origine. Saint Roch contracta la peste au cours d'un pèlerinage qu'il fit en Italie et fut sauvé grâce à un chien qui venait le nourrir. Il est donc traditionnellement représenté revêtu du costume de pèlerin avec un bâton et une coquille cousue sur le manteau, un bubon pesteux sur la cuisse et accompagné d'un chien. Une statue placée dans la même église de Mazargues représente bien ainsi saint Roch. Or dans le tableau le saint montant au ciel ne présente pas le symptôme de la peste et n'est pas accompagné d'un chien : on peut donc supposer que le tableau représenterait en fait saint Jacques lui-même qui est le patron de l'Espagne, patrie originelle du peintre[14]. Ce tableau fait partie des décors baroques plafonnants réalisés en Provence à la fin du XVIIe siècle pour des églises conventuelles ou des hôtels particuliers et dont Michel Serre a réalisé un certain nombre, aujourd'hui tous disparus.

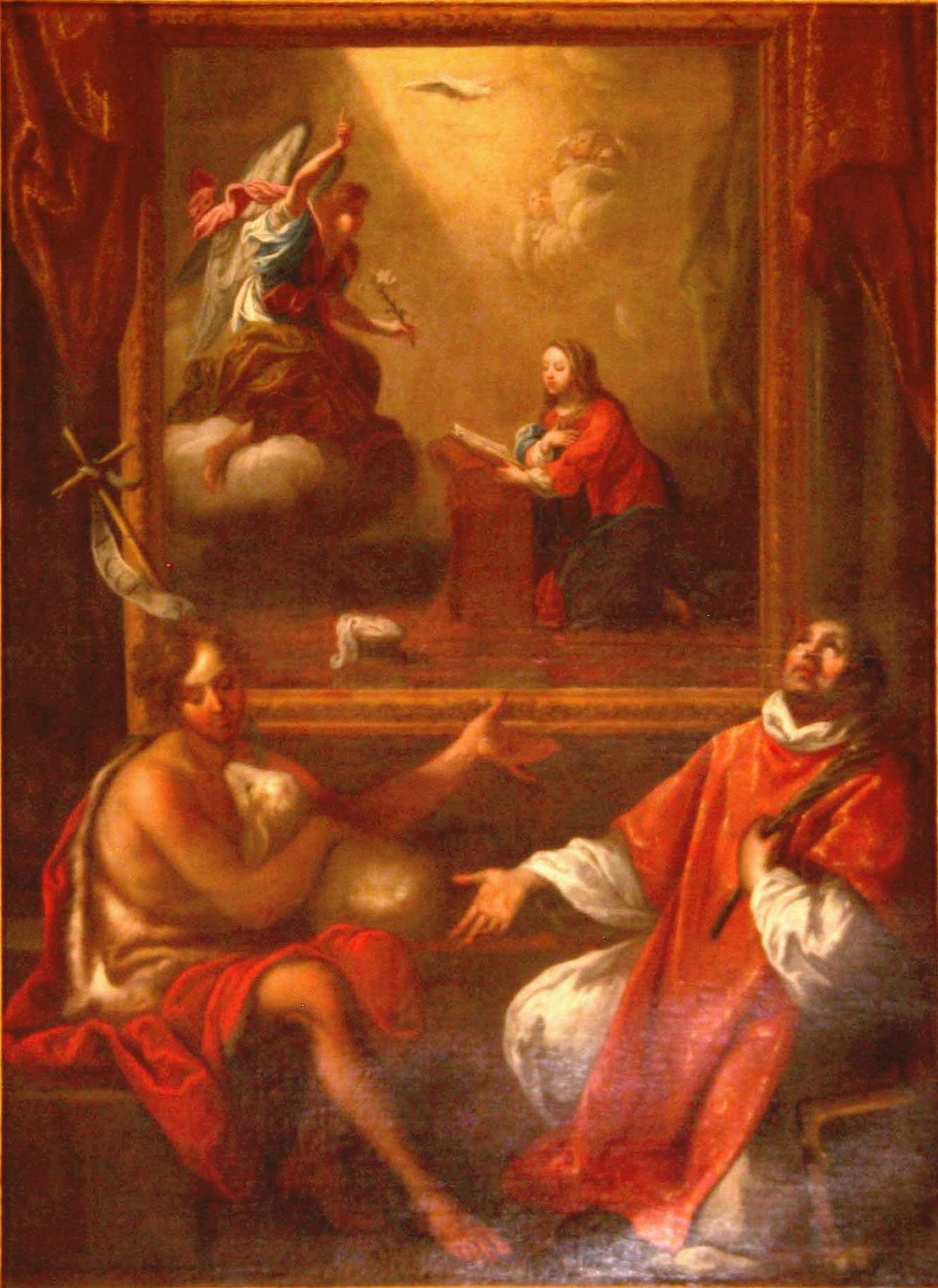
Annonciation, saint Jean-Baptiste et saint Étienne, Marseille, église de la Pomme.

- Marseille, église de la Pomme : Annonciation, saint Jean-Baptiste et saint Étienne. Ce tableau orne le chevet plat du chœur de l'église. Cette toile a été peinte au début du XVIIIe siècle pour orner le maître-autel de la chapelle des Comtes située traverse des Comtes à Marseille, placée alors sous le vocable de l'Annonciation. Très usé, le tableau a fait l'objet d'une restauration en 1978 pour l'exposition l'âge d'or de la peinture provençale et a été ensuite placé dans l'église de la Pomme. Michel Serre réalise ici une mise en abyme peignant un tableau dans un autre tableau : l'Annonciation est réalisée dans un cadre semblant flotter dans les airs devant saint Jean-Baptiste à gauche portant un agneau et saint Étienne à droite en habit de diacre. Les rideaux qui bordent la composition créent un élément d'illusion propre au théâtre.
- Église d’Allauch (Bouches-du-Rhône) :
  - Mort de Saint-Joseph[P 4]. Ce tableau a appartenu à Julie Pellizzone[15]
  - La Fuite en Égypte[P 5]
- Église Saint-Jean-de-Malte d'Aix-en-Provence : Apothéose de Saint-Augustin
- Église de la Madeleine d'Aix-en-Provence :
  - Le Christ et sainte Madeleine chez Simon le lépreux[P 6]
  - Ex-voto offert pour la peste de 1720[P 7]
- Église du Beausset (Var) : Le Vœu de Mgr de Belsunce
- Saint-Maximin-la-Sainte-Baume (Var), basilique Sainte-Marie Madeleine :
Michel Serre peint pour cette basilique quatre toiles de dimension à peu près identique (190 cm × 140 cm) encastrées dans les boiseries du pourtour du chœur. Elles ont été réalisées très probablement en même temps que ces boiseries c'est-à-dire entre 1689 et 1692, et sont malheureusement en mauvais état. Elles ne constituent pas à proprement parler un cycle car elles ne traitent pas d'un même sujet ; elles représentent les scènes suivantes : 
  - L’Enfant Jésus. Ce tableau dont le cadre adopte une forme compliquée est placé au-dessus d'un grand tabernacle en bois sculpté destiné à recevoir une crèche aujourd'hui disparue. L'enfant Jésus, glorieux et triomphant, est représenté vêtu de draperies flottantes autour de lui, le fond lumineux étant peuplé d'anges. Cet ensemble aimable annonce cependant la passion[MCH 5].
  - Sainte-Anne, la Vierge et l’enfant jésus, Saint-Joseph. Ce tableau représente la Vierge assise tenant sur ses genoux l'enfant Jésus se tournant vers sainte Anne. En arrière est représenté saint Joseph[MCH 6].
  - La Vierge à l'Enfant et le purgatoire. Ce thème du purgatoire est fréquent à la fin du XVIIe siècle en raison du changement des mentalités qui se produit après 1660 époque où on prévoit la fin du monde pour le dernier tiers du siècle présent, le temps du nouveau Testament devant égaler celui de l'ancien. Le séjour en purgatoire devient le passage obligé après la mort d'où de nombreuses représentations de ce thème. Dans la partie inférieure du tableau est évoqué le séjour douloureux du purgatoire avec des flammes tandis que la partie supérieure représente l'entrée au ciel facilitée par la sainte Vierge. Ce tableau est à rapprocher de celui qui se trouve dans l'église Saint-Cannat à Marseille[MCH 7].
  - Saint-Thomas d’Aquin foudroyant l’hérésie. Le saint est représenté tenant dans sa main gauche l'ostensoir tandis qu'il brandit de la main droite la foudre pour terrasser l'hérésie qu'il piétine : il s'agit probablement du protestantisme car la toile a été réalisée peu de temps après la révocation de l'édit de Nantes (1685). Derrière saint Thomas d'Aquin, l'artiste a représenté un fond architectural avec à droite une niche contenant une statue représentant un personnage barbu. Le saint est représenté en pleine force de l'âge, c'est l'homme d'action qui triomphe plus par la force que par la persuasion[MCH 8].

Tableaux de la basilique Sainte-Marie Madeleine
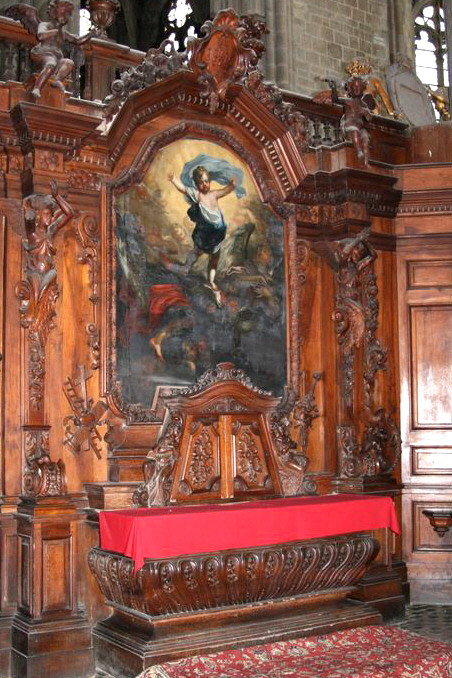
L'Enfant Jésus.
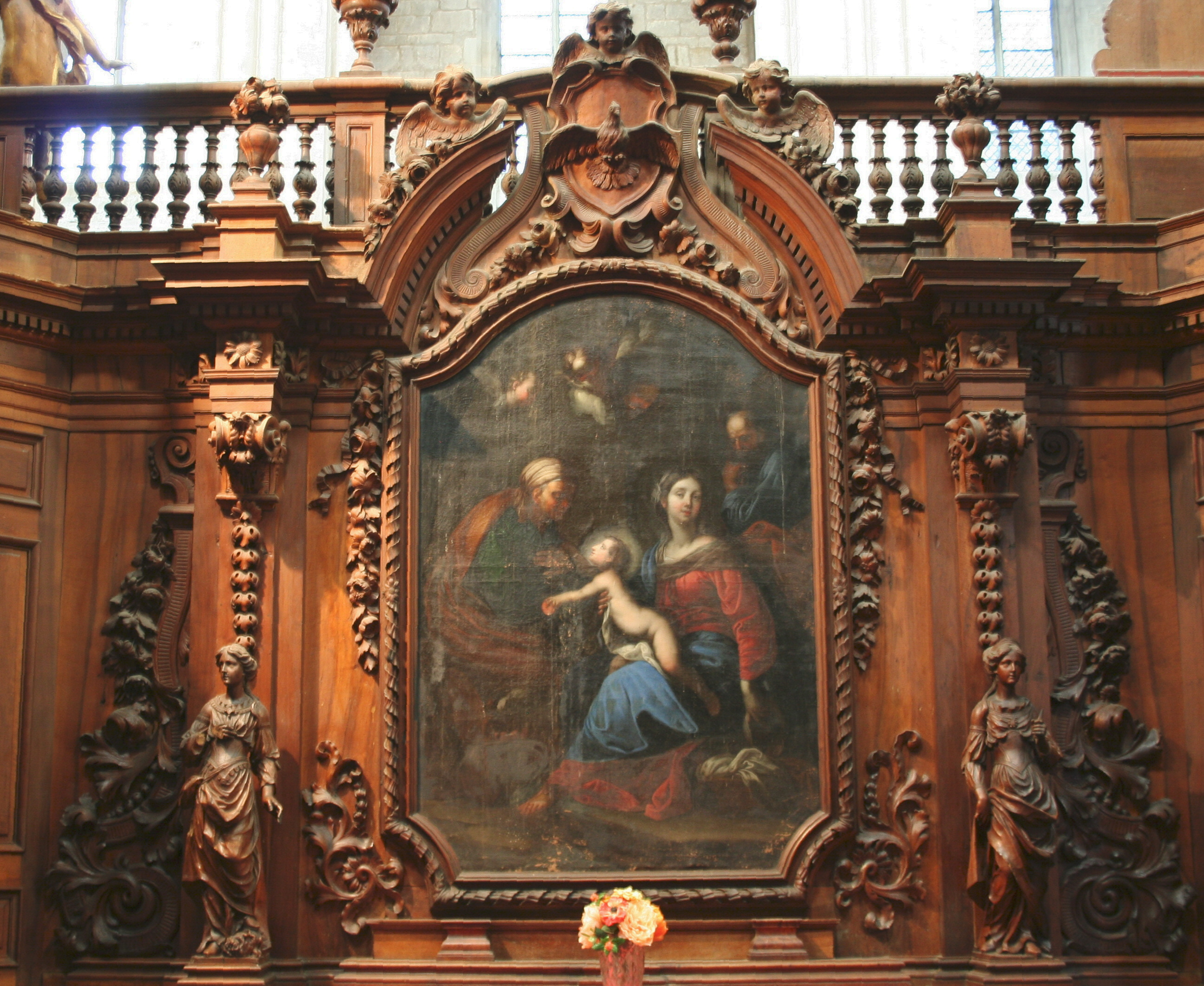
Sainte Anne, la Vierge et l'enfant Jésus et saint Joseph.
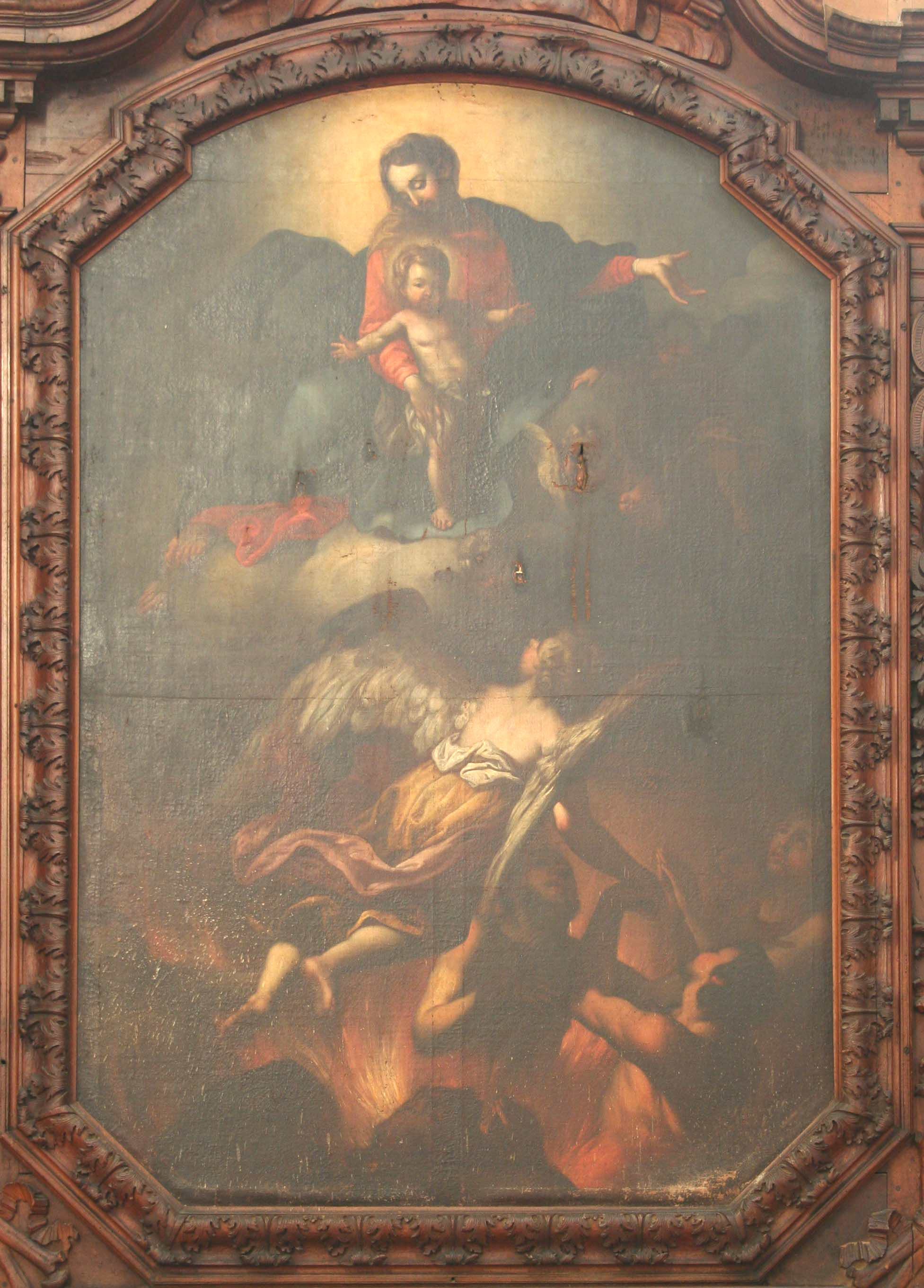
La Vierge à l'enfant et le purgatoire.
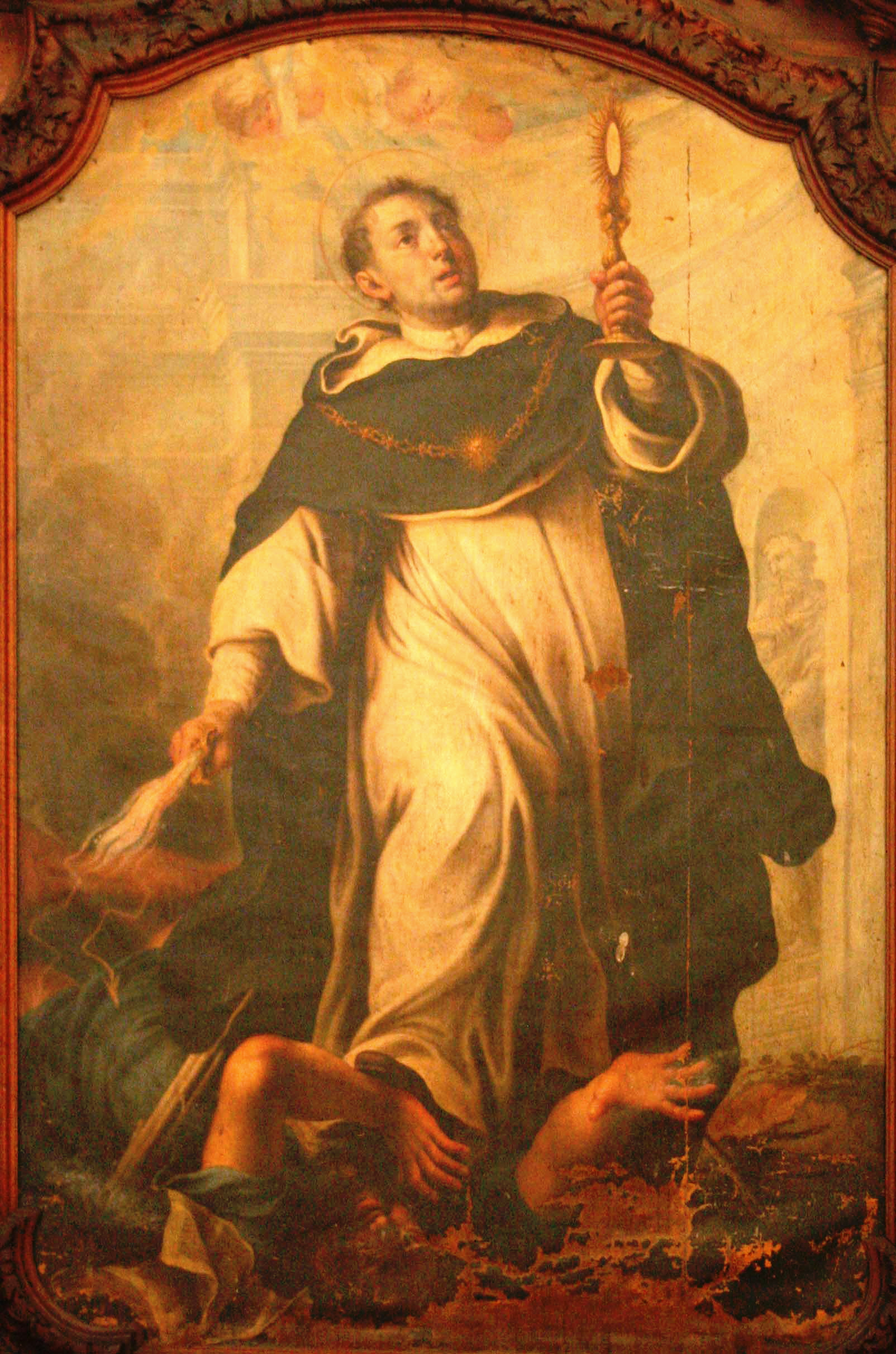
Saint Thomas d'Aquin foudroyant l'hérésie.

- La Ciotat, église Notre-dame :
  - Vierge de grâces
  - Vierge de grâces et purgatoire[16]

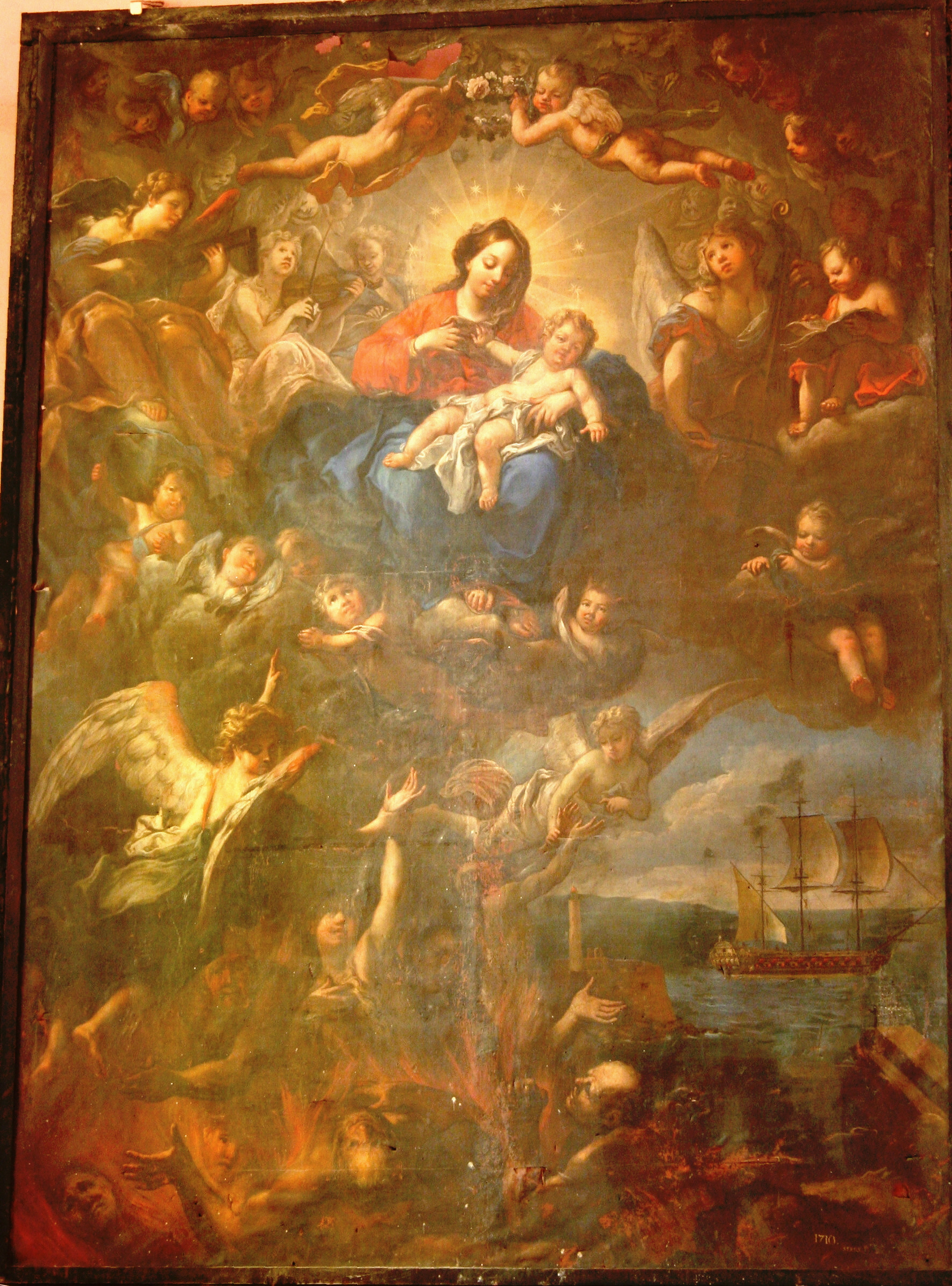
Vierge des grâces et purgatoire, La Ciotat, église Notre-Dame.

  - Sainte Marie-Magdeleine et Saint Maximin (tableau non visible)
- Marseille, musée Grobet-Labadié : Notre-Dame du bon voyage
- Marseille, villa Gaby Deslys : La Résurrection de Lazare
- Draguignan, église Saint-Michel : Vierge donnant le scapulaire à Simon Stock
- Aix-en-Provence, musée Granet : La vierge à l’enfant, moine bénédictin, Sainte félicité et Perpétue
- Versailles, église Saint-Symphorien : Les Vendeurs chassés du temple

Œuvres de Michel Serre
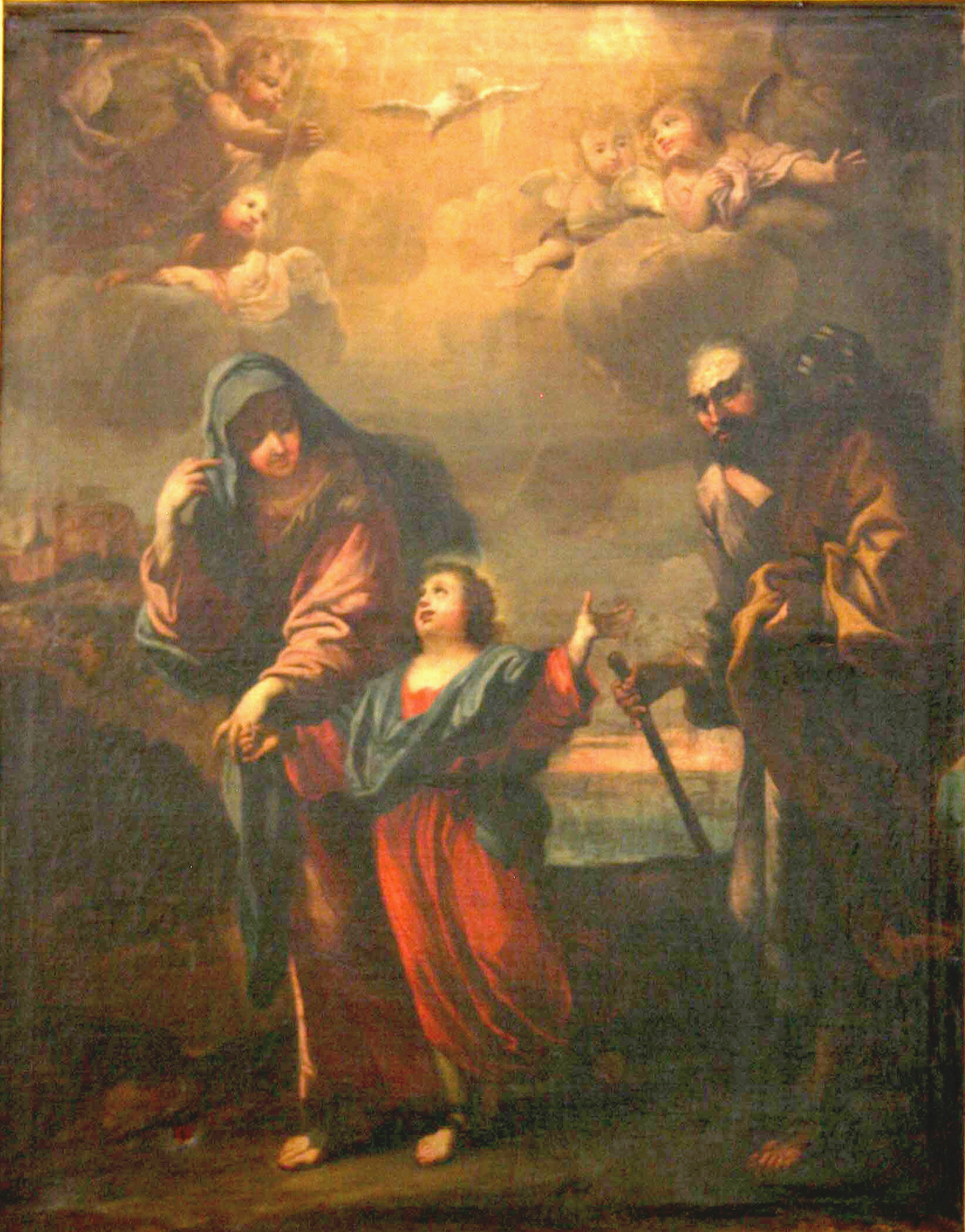
La Fuite en Égypte, Allauch, église Saint-Sébastien.
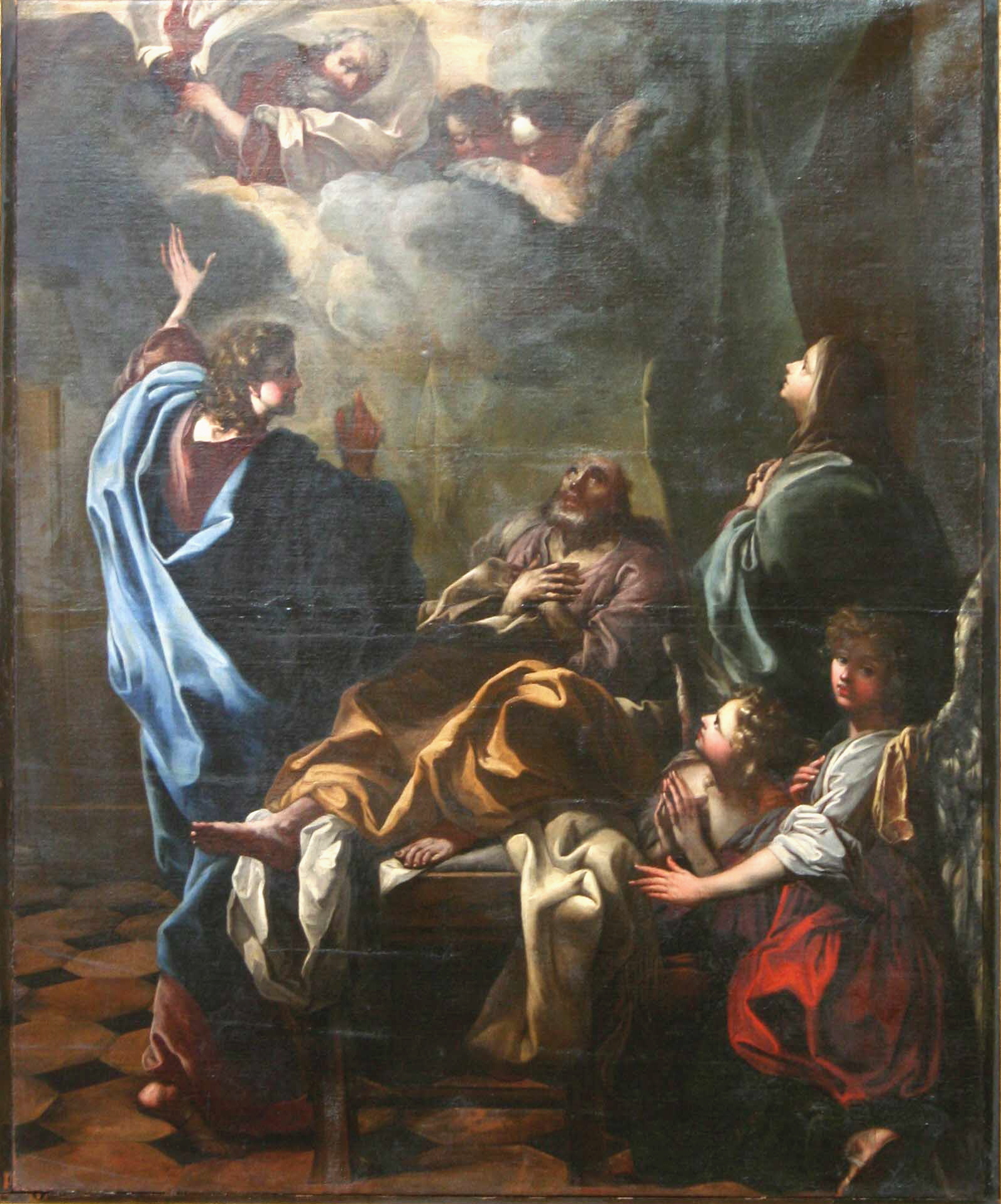
La Mort de saint Joseph, Allauch, église Saint-Sébastien.
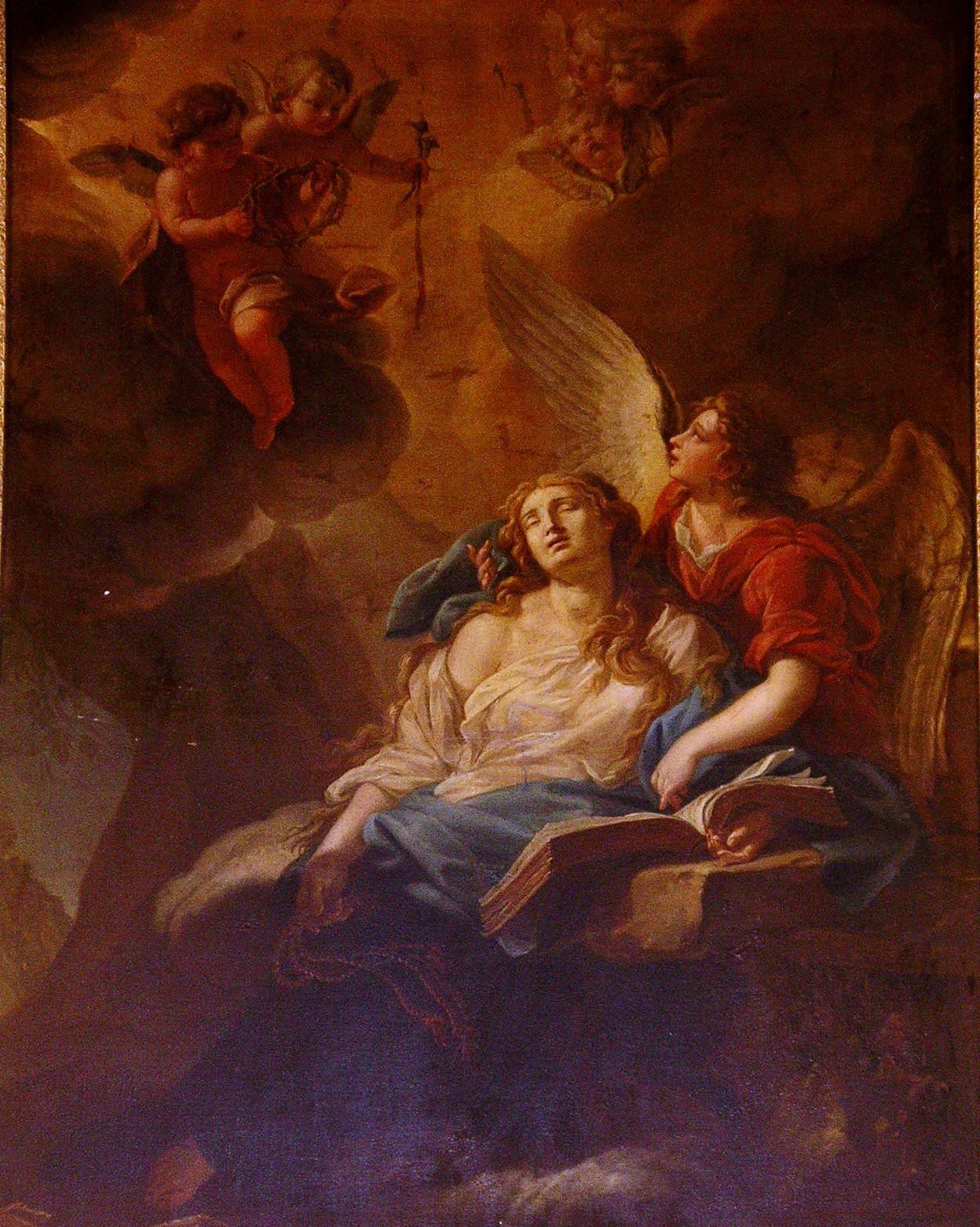
Agonie de la Madeleine, Marseille, Château-Gombert, église Saint-Matthieu.
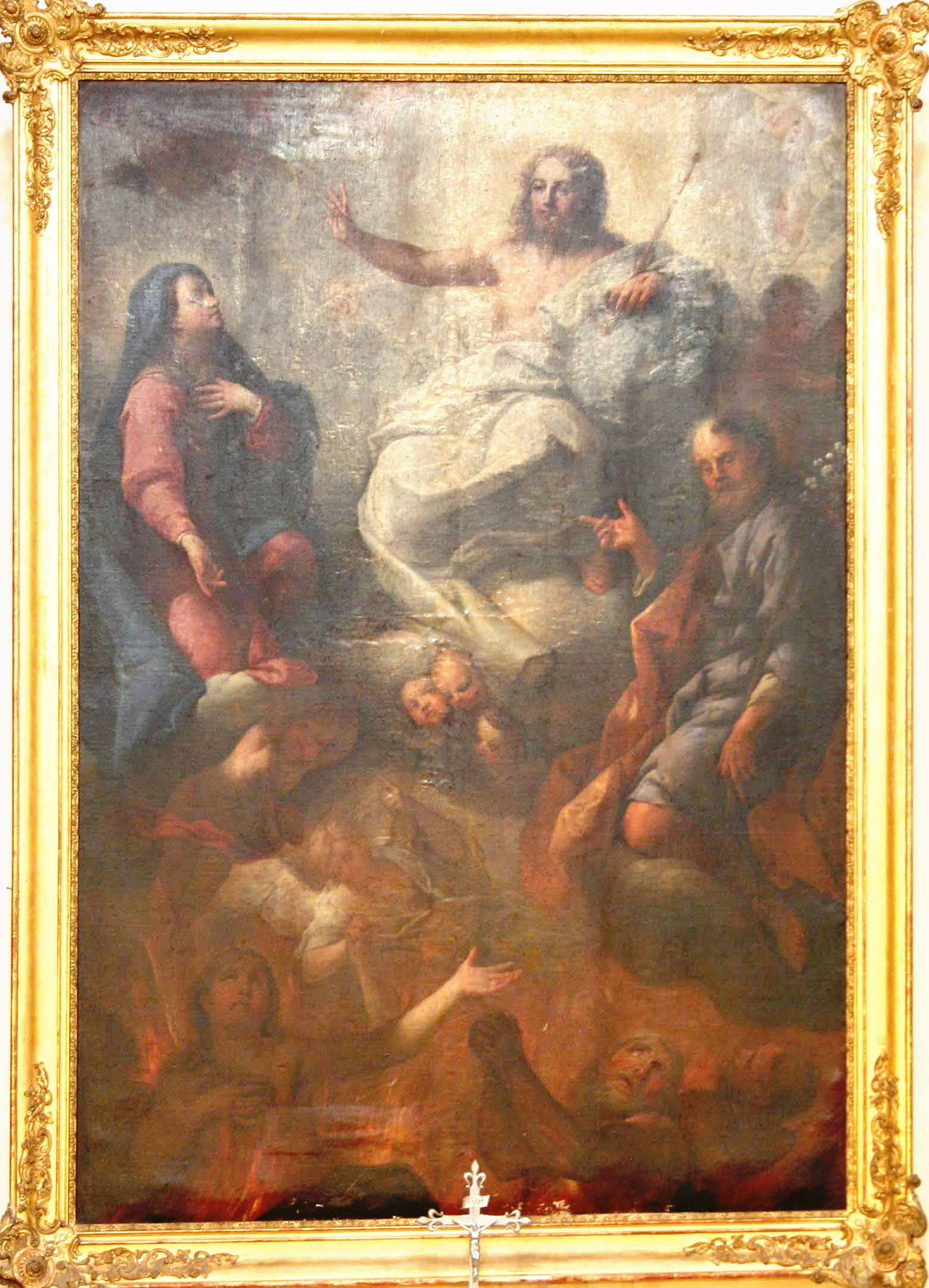
Le Purgatoire, Marseille, Château-Gombert, église Saint-Matthieu.
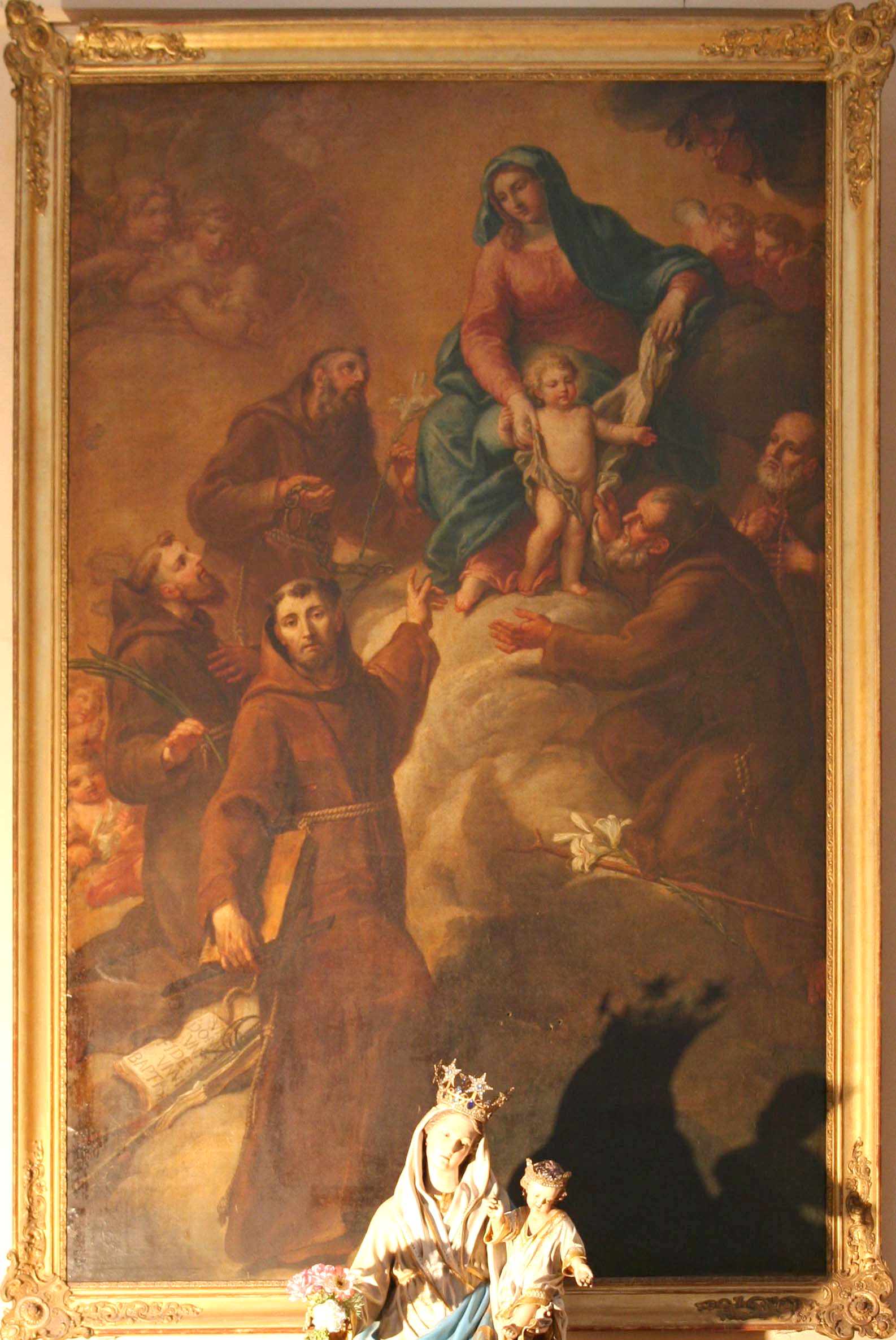
Apothéose de l'ordre de saint François, Marseille, Château-Gombert, église Saint-Matthieu.
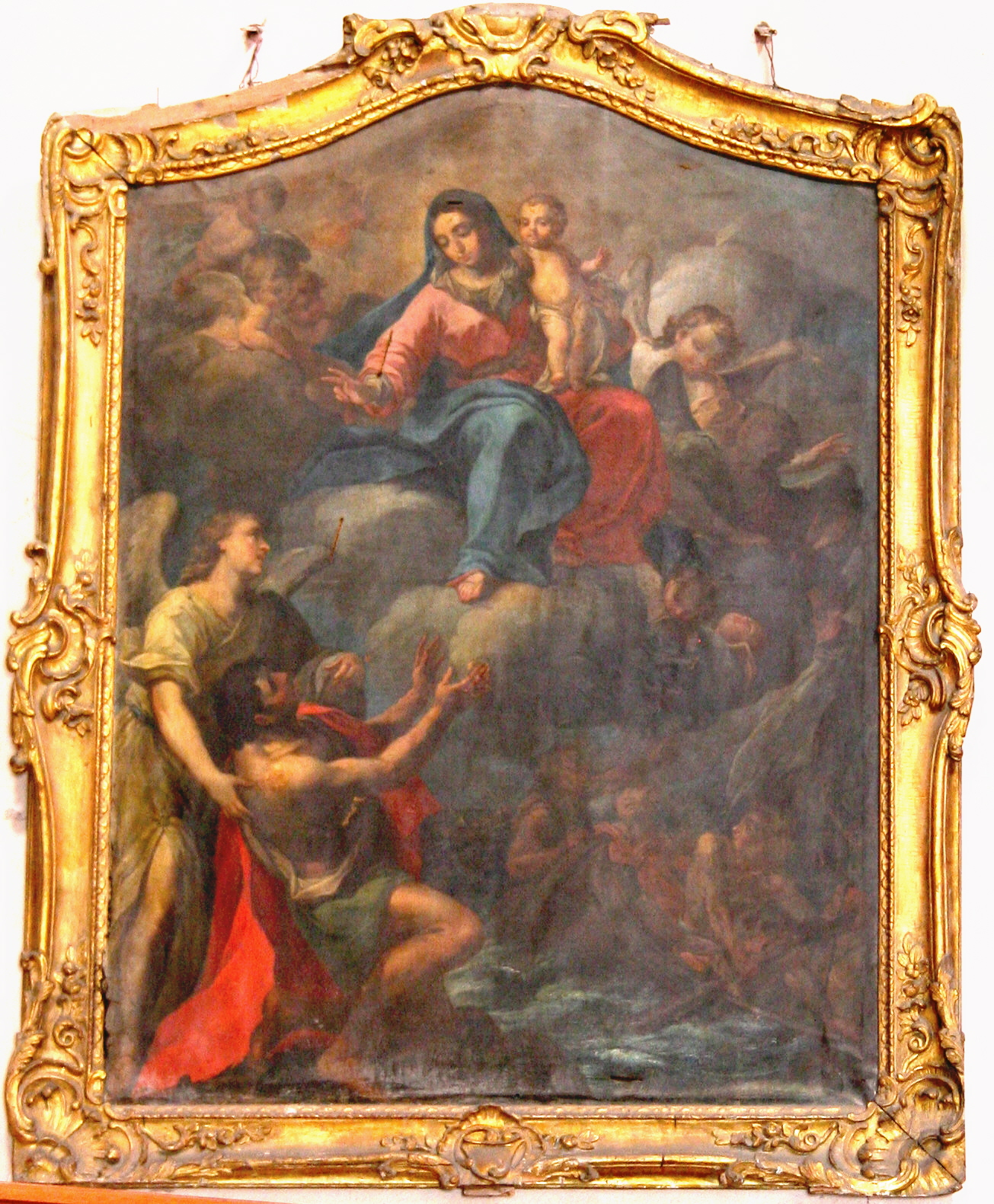
Vierge des grâces, La Ciotat, église Notre-Dame.
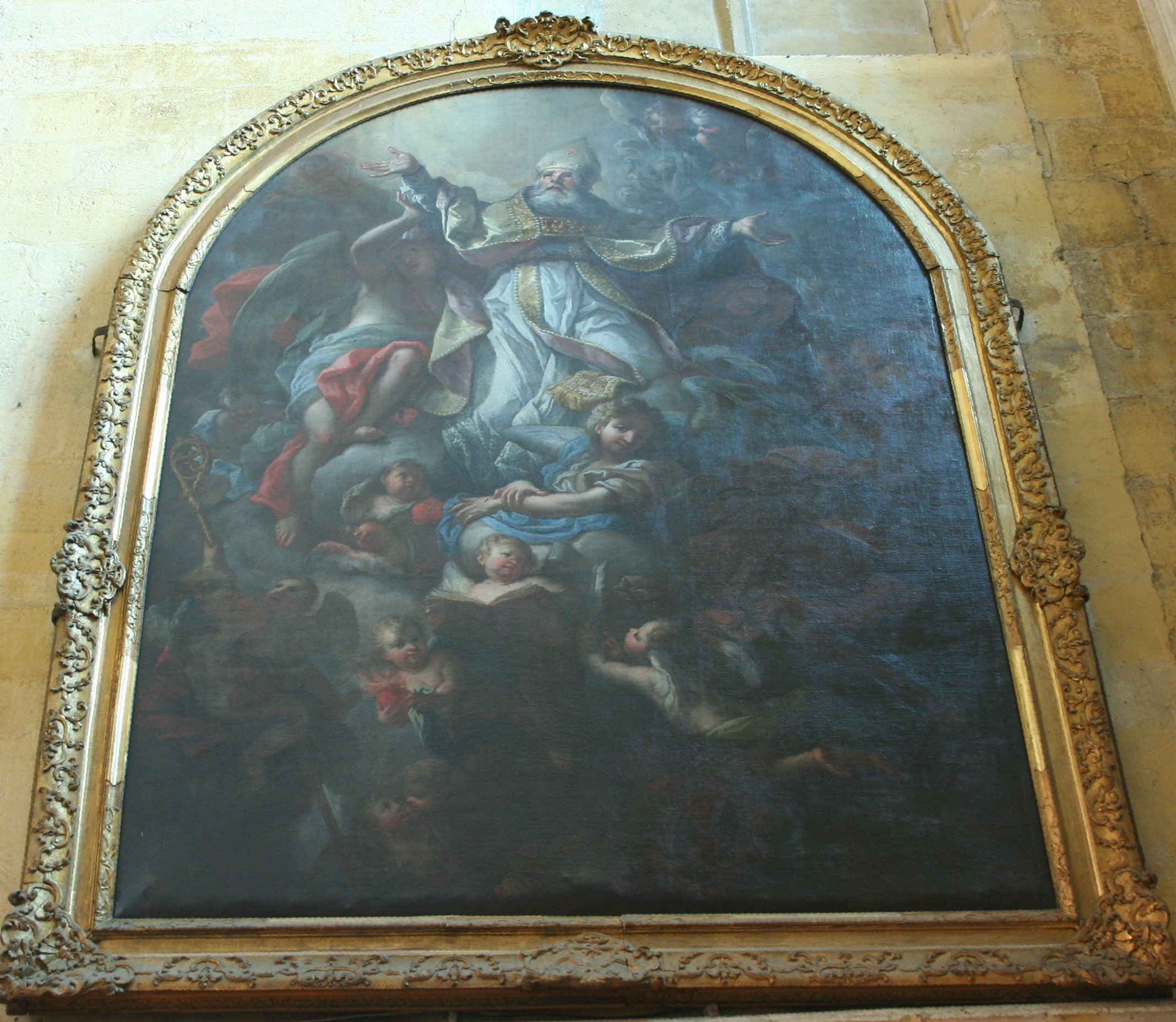
Apothéose de Saint-Augustin, Aix-en-Provence, église Saint-Jean-de-Malte.
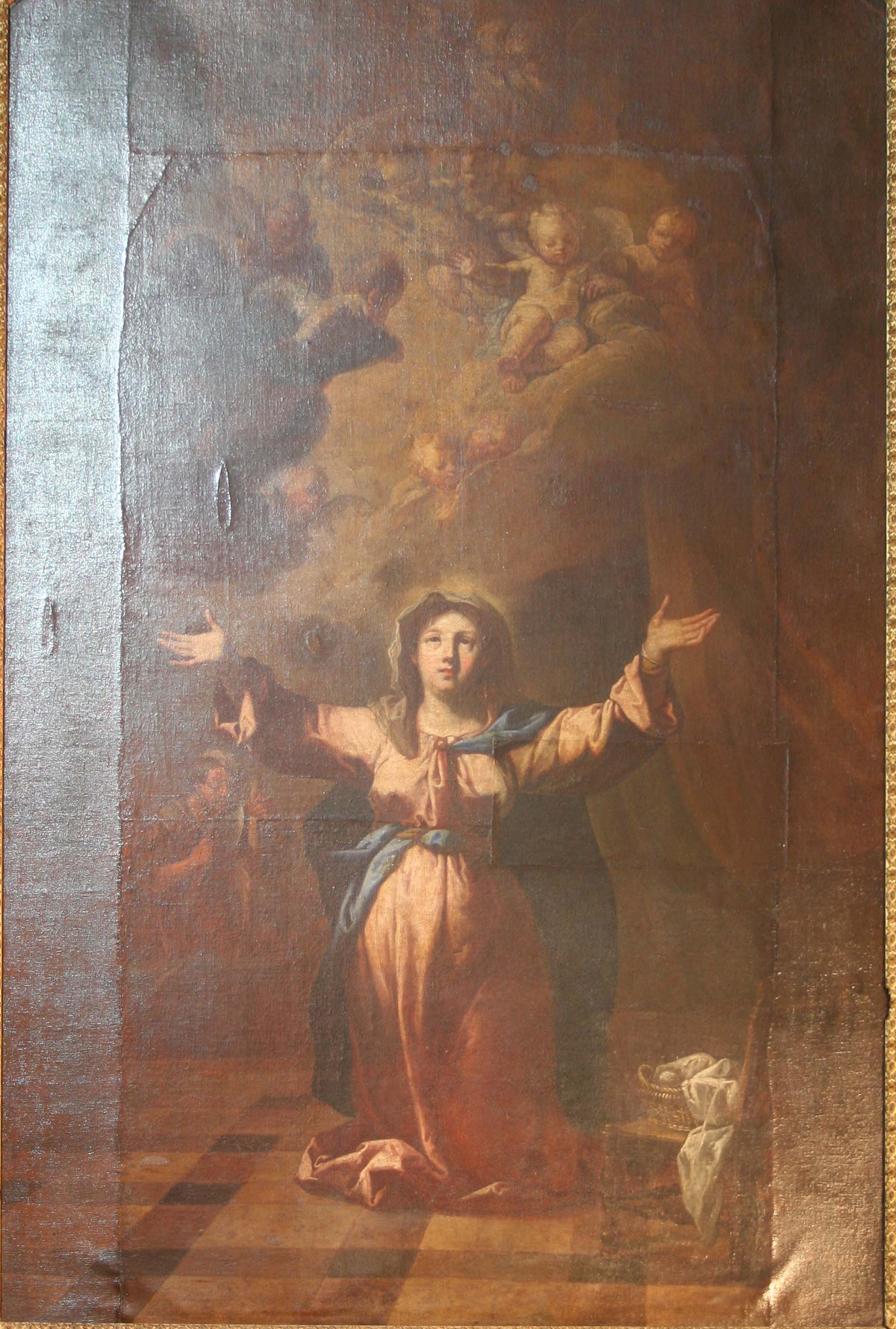
Vierge en prière dans l'atelier de Nazareth, Marseille, abbaye de Saint-Victor.
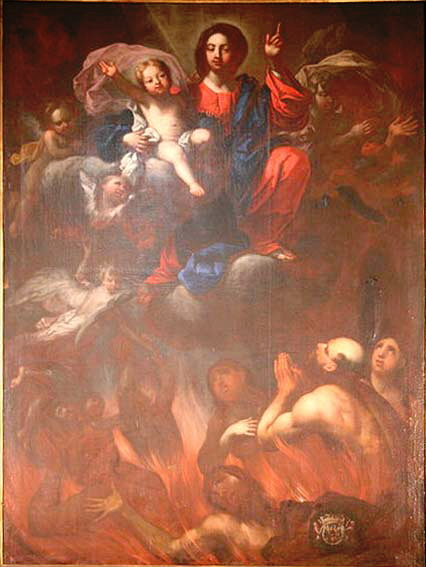
Vierge à l'enfant et le purgatoire, Marseille, église de Saint-Cannat.

### Tableaux historiques
Les trois tableaux peints peu de temps après la peste de 1720 représentant les scènes de cette épidémie sont les plus connus. Ces œuvres qui eurent un très grand retentissement à leur époque, demeurent un témoignage majeur de cet évènement.
- Musée des beaux-arts de Marseille :
  - Vue du Cours[17] pendant la peste, Hauteur = 3,17 m × Largeur = 4,10 m
  - Vue de l’hôtel de ville pendant la peste, Hauteur = 3.06 × Largeur = 2,77 m

« Ces deux tableaux représentent le déplorable aspect qu’offraient alors les quais et le cours : là on voit les moribonds étendus, ayant près d’eux une cruche et un vase que quelques personnes compatissantes remplissent avec terreur d’eau et de bouillon ; le cours est jonché des cadavres de ceux qui ont cherché l’ombrage de ses arbres ou celui des toiles que les officiers municipaux y ont fait tendre : partout ce sont des scènes déchirantes d’enfants, de femmes, de vieillards expirants. »
Stendhal a apprécié ces deux tableaux : « Je viens de monter au premier étage de la Bourse (à l’époque bâtiment de l’hôtel de ville) pour les tableaux de Michel Serre. Contre mon attente, je les ai trouvés fort bons. »
- Montpellier, musée Atger : La Scène de la peste de 1720 : épisode de la tourette, Hauteur = 1,25 m × Largeur = 2,10 m

Tableaux de la peste à Marseille
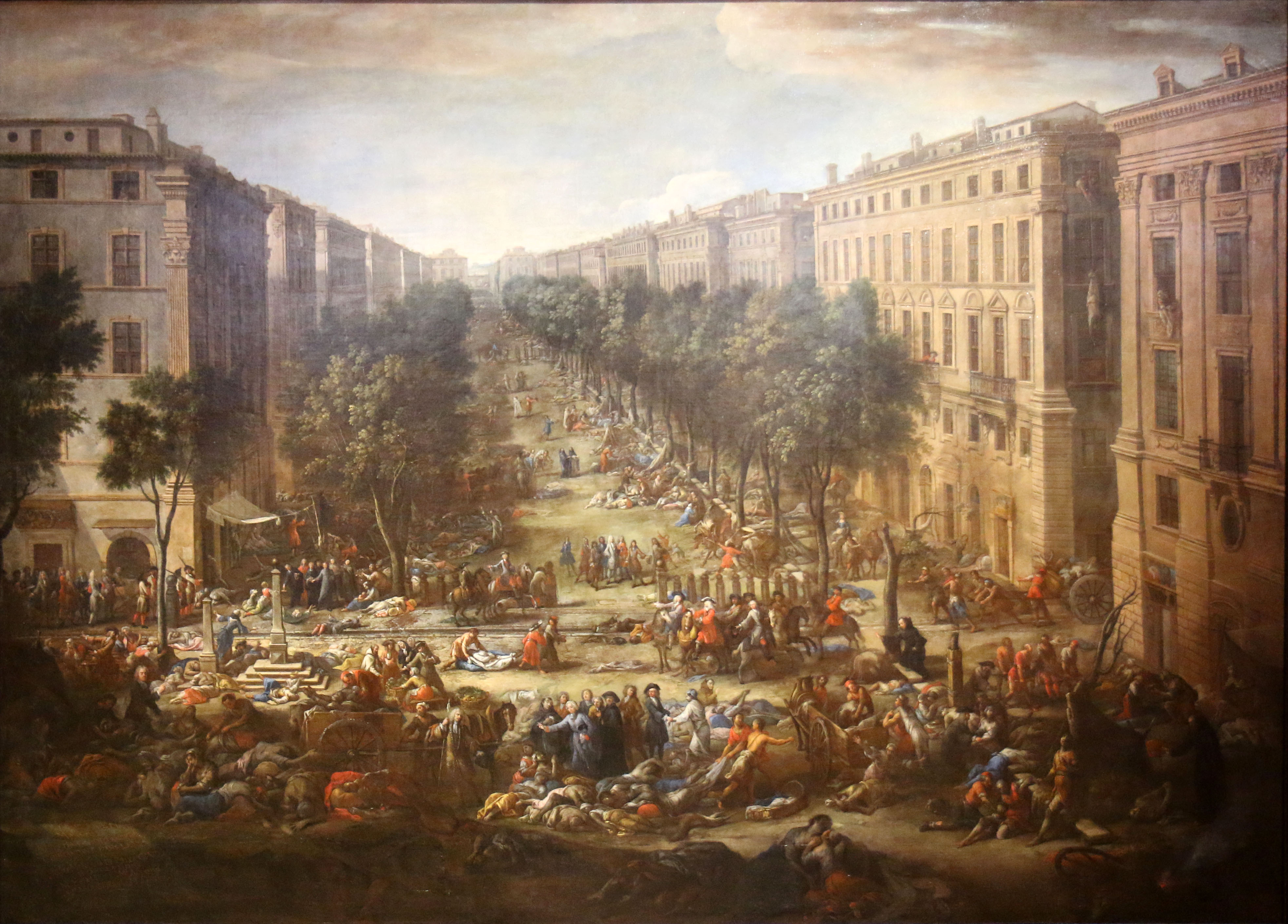
Vue du Cours pendant la peste de 1720, musée des beaux-arts de Marseille
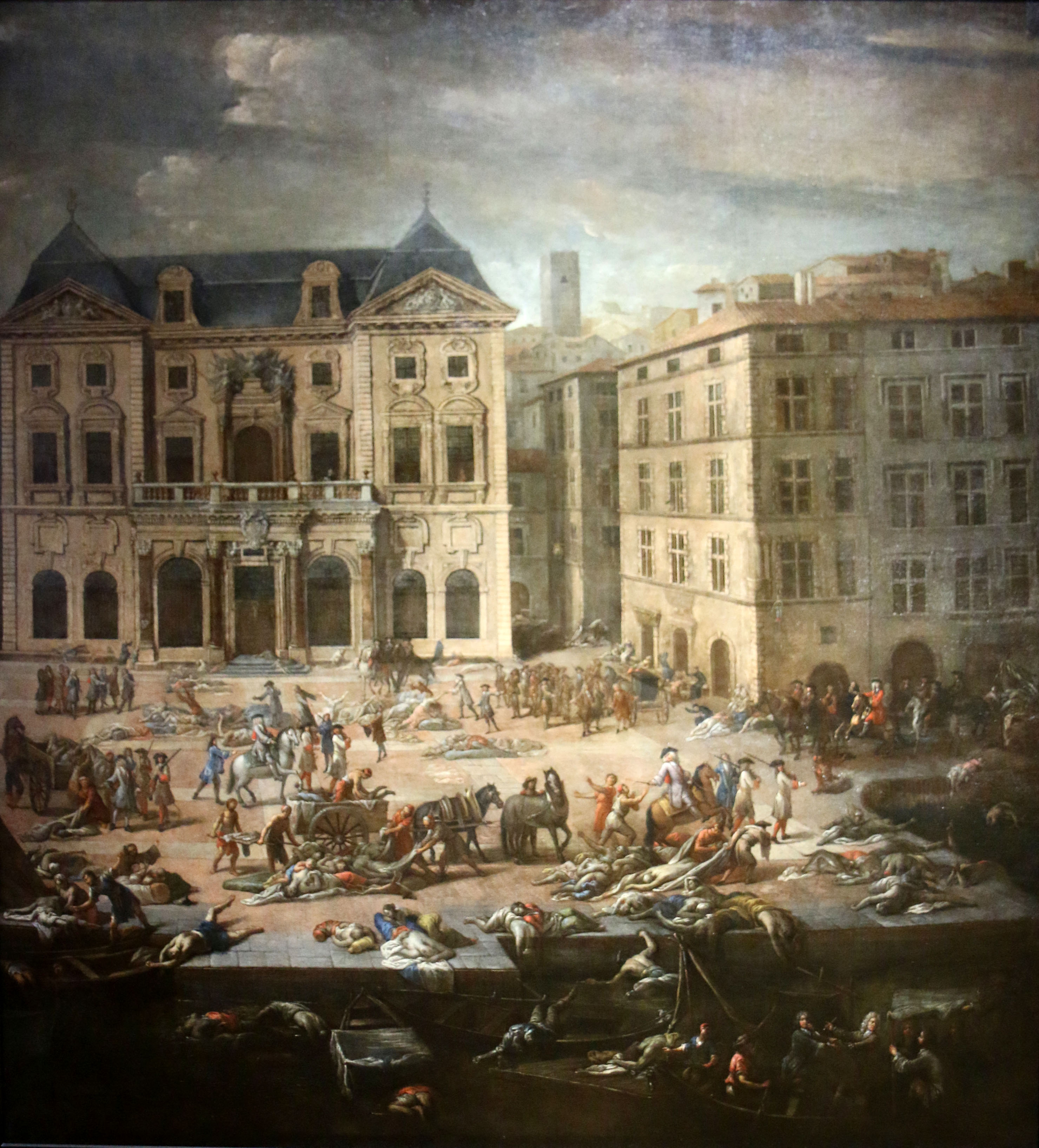
Vue de l'hôtel de ville pendant la peste de 1720, musée des beaux-arts de Marseille

### Portraits
Michel Serre a peint divers portraits qui se trouvent pour la plupart dans des collections privées.